# Gūg Bāgh
Gūg Bāgh (persiska: گوگ باغ) är en ort i Iran.   Den ligger i provinsen Mazandaran, i den norra delen av landet, 180 km nordost om huvudstaden Teheran. Gūg Bāgh ligger 27 meter över havet och antalet invånare är 290.
Terrängen runt Gūg Bāgh är platt åt nordväst, men åt sydost är den kuperad. Runt Gūg Bāgh är det ganska tätbefolkat, med 111 invånare per kvadratkilometer. Närmaste större samhälle är Sari, 5,0 km väster om Gūg Bāgh. Trakten runt Gūg Bāgh består till största delen av jordbruksmark.